# Dieter Witte
Dieter Witte (* 1937 in Stadthagen; † 28. April 2008) war ein deutscher Industriedesigner. Witte gilt als einer der bedeutendsten Gestalter für Leuchten und Lampen im 20. Jahrhundert. Seine Entwürfe gelten als gattungsprägend. Er arbeitete überwiegend für die Leuchtenhersteller ERCO, Osram und Staff (heute Zumtobel).

## Leben und Werk
Witte wuchs in der Nähe von Hannover in Stadthagen auf. Er studierte Produktdesign an der Kunstgewerbeschule Hannover. Ab 1966 betrieb er ein eigenes Büro und gestaltete für die Industrie. Tätig wurde Witte für verschiedene Hersteller von Leuchten. Für den Leuchtenhersteller ERCO gestaltete er Leuchten, die als Designklassiker der 1970er Jahre gelten. Unter Wittes Leitung wurden die Produktpalette und der Markenauftritt von ERCO neu ausgerichtet. Technisch aussehende Strahlersysteme lösten herkömmliche Beleuchtungssysteme ab. Der Kontakt von ERCO zu Otl Aicher wurde über Witte hergestellt. Aicher gestaltete in der Folge den neuen Schriftzug der Firma.
Als wichtige Entwürfe von Witte gelten die TM-Strahler mit Vorsätzen von ERCO und die „Lumilux“-Röhrenleuchte von OSRAM.
Der Deutsche Werkbund veranstaltete im Jahre 2008 eine Ausstellung über die Entwürfe Wittes.
Im Jahr 2018 veröffentlichte seine Witwe, die Designerin Heidi Witte, ein Buch mit Erinnerungen über Leben und Werk von Dieter Witte.

## Auszeichnungen
- 1963: iF Design Award für Decken- und Wandleuchte „Oyster“ (auch bekannt als „Auster“)[4]

- 1969: iF Design Award für die Leuchtenreihe von Reininghaus & Co.[5]